# Soldaterkammerater på bjørnetjeneste
 Denne artikel omhandler filmen Soldaterkammerater på bjørnetjeneste. Opslagsordet har også en anden betydning, se Soldaterkammerater (flertydig).
Soldaterkammerater på bjørnetjeneste er en dansk film fra 1968.
- Manuskript og instruktion Carl Ottosen.

## Medvirkende
- Preben Kaas
- Paul Hagen
- Willy Rathnov
- Poul Bundgaard
- Louis Miehe-Renard
- Carl Ottosen
- Karl Stegger
- Ove Sprogøe
- Dirch Passer
- Nat Russell Jr.
- Bent Vejlby
- Esper Hagen
- Ole Monty
- Mei-Mei Eskelund
- Yvonne Ekman
- Tine Blichmann
- Anja Owe
- Winnie Mortensen
- Else Petersen
- Morten Grunwald

## Eksterne Henvisninger
- Soldaterkammerater på bjørnetjeneste på Internet Movie Database (engelsk)
- Soldaterkammerater på bjørnetjeneste på Filmdatabasen
- Soldaterkammerater på bjørnetjeneste på danskefilm.dk
- Soldaterkammerater på bjørnetjeneste på danskfilmogtv.dk
- Soldaterkammerater på bjørnetjeneste på MovieMeter (nederlandsk)
- Soldaterkammerater på bjørnetjeneste på The Movie Database (engelsk)